# Platygaster contorticornis
Platygaster contorticornis är en stekelart som beskrevs av Julius Theodor Christian Ratzeburg 1844. Platygaster contorticornis ingår i släktet Platygaster och familjen gallmyggesteklar. Arten är reproducerande i Sverige. Inga underarter finns listade i Catalogue of Life.